# Johan Anton Pontén
Johan Anton Pontén, född 15 januari 1805 i Hultsjö församling i Jönköpings län, död 29 december 1882, var en svensk präst. I likhet med fadern tog han emot sjuka i sitt hem.
Johan Anton Pontén tillhörde den prästrika släkten Pontén från Småland. Hans far var kyrkoherden Johan Pontén och modern hette Eva Maria Kallström. Farfar var släktens stamfader Petrus Pontén. Han blev student vid Lunds universitet 1828 och vid Uppsala universitet 1829 samt prästvigdes 1830. Han blev komminister i Skepperstads församling i Växjö stift 1835 med tillträde 1836, avlade pastoralexamen 1841 och blev kyrkoherde i Åsenhöga pastorat 1849 med tillträde 1850. Under hans tjänstgöringstid i Åsenhöga byggdes ny kyrka där. Han fick 1861 samma befattning i Norra Sandsjö pastorat där han tillträdde 1864. Pontén fortsatte faderns engagemang inom sjukvård och tog exempelvis emot psykiskt sjuka i sitt hem. "För den ekonomiska förvaltningen hade han föga håg men desto mer för läkekonsten", skriver Herdaminnen.
Han gifte sig första gången 1834 med Dorotea Erica Ripa (1809–1842), dotter till sjökapten Jonas Ripa, Åhus, och Helena Wendel. De fick barnen Frans Johan August (född 1834), Johan Otto Edvard (1835–1860), sjökapten, Carl Vilhelm (1836–1916), kronolänsman, Helena Augusta (född 1838), Matilda Maria (född 1839), Per August (1840–1912), apotekare, och Gustaf Emanuel (1841–1918), kontraktsprost.
Andra gången gifte han sig 1845 med Anna Ulrica Theorin (1820–1893), dotter till kyrkoherde Gustaf Eric Theorin. De fick barnen Emma Jubilea Erica (född 1846), Emilia Dorotea Antonia (född 1848), Knut Eric Rudolph (1850–1914), förste stationsskrivare, Anton Ulric Samuel (född 1852), handlande i Kavlås, Nanny Vilhelmina Linnéa (född 1857), gift med posttjänsteman August Mellin, Adolf Edvard Martin (född 1860), läkare i Göteborg, och Tekla Anna Maria (1862–1955), gift med kyrkoherde Axel Jacobson.